# رنتسو چزانا
رِنتسو چِزانا (ایتالیایی: Renzo Cesana؛ ‏تلفظ در ایتالیایی: [ˈrɛntso]؛ ‏ ۳۰ اکتبر ۱۹۰۷، رم – ۸ نوامبر ۱۹۷۰، هالیوود) بازیگر، آهنگساز، ترانه‌سرا و نویسندهٔ اهل ایتالیا بود.
از فیلم‌ها یا برنامه‌های تلویزیونی که وی در آن نقش داشته‌است، می‌توان به هانیبال، آنای بروکلین اشاره کرد.
وی نوهٔ جیان چزانا، ناشر یکی از بزرگترین روزنامه‌های رم بود. در سال ۱۹۲۹ میلادی به عنوان یک فیلمنامه‌نویس، برای تطبیق یک فیلم ناطق متعلق به مترو گلدوین مایر برای مخاطبان ایتالیایی، به آمریکا مهاجرت کرد.
پس از یک تلاش ناموفق در تبدیل شدن به یک ستاره سینما، در رادیو سان فرانسیسکو آغاز به‌کار کرد، سپس مدیر تبلیغات برای یک نوع شراب برجستهٔ ایتالیایی در ایالات متحده شد، و در نهایت آژانس تبلیغاتی خود را گشود. او در پی همکاری با دوست دوران کودکی‌اش روبرتو روسلینی در نوشتن فیلم‌نامهٔ استرومبولی به ایتالیا رفت و پس‌از آن برای بازی در فیلمی از هالیود در سال ۱۹۴۹ میلادی به آمریکا بازگشت.